# Eisenhower Range
Eisenhower Range är en bergskedja i Antarktis. Den ligger i Östantarktis. Nya Zeeland gör anspråk på området.
Eisenhower Range sträcker sig 63 kilometer i nord-sydlig riktning. Den högsta toppen är Timber Peak, 3 070 meter över havet.
Topografiskt ingår följande toppar i Eisenhower Range:
- Mount New Zealand
- Timber Peak